# Blott en kort liten tid och jag ilar
Blott en kort liten tid och jag ilar är en frikyrklig sångtext med fyra 4-radiga verser som sjung i 4/4-dels takt i E-dur. Författad av William Skooglund. Första gången texten trycktes var 1886 i Harpospel samt i Johan Fredrik Thorins Andliga sånger utg. af J. F. T-n, utan tillhörande musik.

## Publicerad i
- Harpospel 1886
- Herde-Rösten, andra upplagan, 1892. Fem verser, sång nr 225 under rubriken "Tidens korthet".
- Zions strängaspel, tionde upplagan 1907, nr 31. Fyra verser med ackordsangivelser
- Segertoner 1930 som nr 374